# Hotchkiss H35
O Hotchkiss H35 ou Char léger modèle 1935 H foi um tanque de cavalaria francês desenvolvido antes da Segunda Guerra Mundial. Apesar de ter sido projetado a partir de 1933 como um tanque de apoio de infantaria leve bastante lento, porém, muito bem blindado, o tipo foi inicialmente rejeitado pela infantaria francesa porque se mostrou difícil de dirigir durante a condução fora de estrada, e foi adotado em 1936 pela Arma de Cavalaria francesa.
A partir de 1938 foi produzida uma versão melhorada com um motor mais potente, o Char léger modèle 1935 H modifié 39, que a partir de 1940 também foi equipado com um canhão mais longo e mais potente de 37mm. Pretendia-se tornar esta variante melhorada o tanque leve padrão, com pelo menos quatro mil produzidos para equipar novas divisões blindadas das Armas de Cavalaria e Infantaria, mas devido à derrota da França em junho de 1940, a produção total de ambos os subtipos foi limitado a cerca de 1200 veículos.
Pelo restante da guerra, a Alemanha Nazista e seus aliados europeus usaram tanques Hotchkiss capturados em várias modificações.

## Desenvolvimento
Em 1926, foi decidido fornecer apoio blindado às divisões regulares de infantaria, criando batalhões de tanques autônomos equipados com um tanque de infantaria leve e barato, um char d'accompagnement (tanque de acompanhamento). Para este papel, a princípio, o Char D1 foi desenvolvido, cujo tipo, no entanto, provou ser nem particularmente leve e nem barato. Em 1933, a empresa Hotchkiss, por iniciativa própria, apresentou um plano para produzir um desenho mais leve - isso foi possível pela aplicação de uma nova tecnologia para produzir seções de aço fundido para construir um chassis inteiro. Em 30 de junho de 1933, esta proposta foi aprovada pelo Conseil Consultatif de l'Armement (Conselho de Consultoria de Armamento). Em 2 de agosto de 1933, as especificações foram emitidas: um peso de 6 tonelada longas (6,1 t) e 30 milímetros (1,2 pol) de proteção de blindagem ao redor. Três protótipos foram encomendados à Hotchkiss, mas a indústria francesa como um todo também foi convidada a apresentar propostas alternativas para um nouveau char léger.

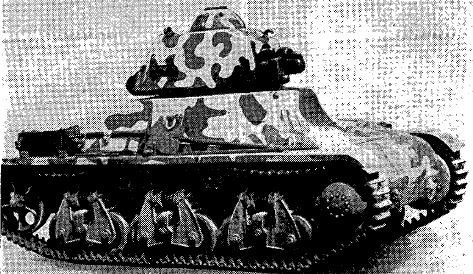
Um Hotchkiss H35 em data desconhecida no Manual de Campanha do Exército dos EUA 30-42.

Isso permitiu que a empresa Renault superasse a Hotchkiss na entrega do primeiro protótipo, que mais tarde foi desenvolvido como o Renault R35. Em 18 de janeiro de 1935, o primeiro protótipo Hotchkiss, ainda não feito de aço blindado, foi apresentado à Comission d'Expérience du Matériel Automobile (Comissão de Experiência do Material Automotivo, CEMA) em Vincennes; era um tanquete armado com uma metralhadora e sem torre. Foi testado até 4 de março de 1935, quando foi substituído pelo segundo protótipo idêntico a ser testado até 6 de maio. Ambos tiveram que ser rejeitados porque novas especificações foram feitas em 21 de junho de 1934, aumentando a espessura da blindagem desejada para 40 milímetros (1,6 pol). Em 27 de junho de 1935, a comissão aprovou o tipo com a condição de que as mudanças necessárias fossem feitas. Em 19 de agosto foi entregue o terceiro protótipo, equipado com uma torre APX fundida e apresentando um chassis redesenhado; foi testado até 20 de setembro e aceito.
Em 6 de novembro de 1935, uma primeira encomenda foi feita para 200 veículos. Embora devesse ter sido concluído entre julho de 1936 e julho de 1937, o primeiro veículo de produção foi entregue em 12 de setembro de 1936. Uma primeira encomenda adicional já havia sido feita de 92 unidades em 7 de setembro de 1936, para ser concluído em novembro de 1937. Um terceiro de 108 veículos seguiu em 23 de janeiro de 1937, para ser concluído em setembro de 1938. Esses veículos tinham o número de série 40.000 a 40.400. Em 1º de janeiro de 1937, 132 chassis foram produzidos. Nenhum deles tinha até então sido equipado com uma torre.

## Rejeição pela Infantaria e adoção pela Cavalaria
O primeiro veículo de série foi novamente testado extensa e intensivamente até 4 de dezembro de 1936. Os testes logo mostraram que suas qualidades de manuseio fora de estrada eram inaceitavelmente ruins; provou-se impossível conduzir o veículo com segurança em uma superfície irregular, representando um perigo extremo para a infantaria amiga próxima. A Infantaria, portanto, inicialmente rejeitou qualquer aquisição adicional. Eventualmente, em 1937, decidiu aceitar apenas os últimos cem tanques para equipar apenas dois batalhões com o tipo: o 13e e o 38e Bataillons de Chars de Combat. 
Por razões políticas, no entanto, interromper a produção do tanque era inaceitável. Como resultado, os primeiros trezentos veículos da linha de produção foram oferecidos à Cavalaria, que foi forçada a aceitá-los porque, de qualquer maneira, não teria sido concedido um orçamento para outros tanques. Como as unidades de cavalaria estariam fazendo mais uso da rede rodoviária e da infantaria montada, seu problema de manuseio pelo país era de menor importância. O H 35 era, a 28 km/h (17 mph), também um pouco mais rápido que o Renault R35, que era capaz de 20 km/h (12 mph), embora na prática sua velocidade média fosse menor que a do R 35 por causa da sua caixa de câmbio inferior.

## Descrição

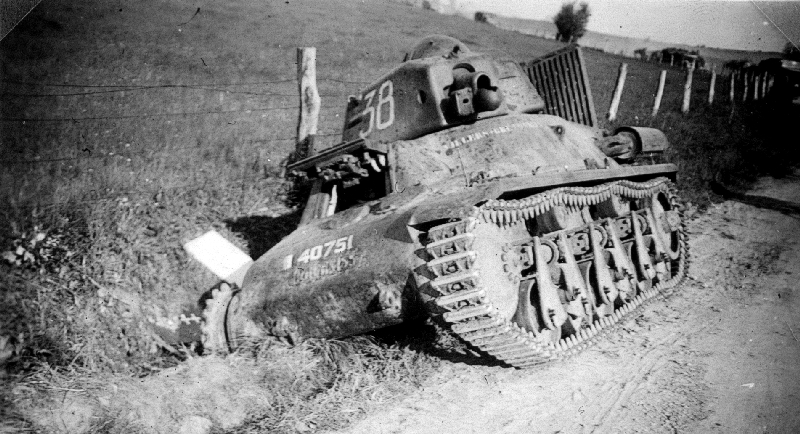
Um Hotchkiss H39 abandonado durante a campanha da França em 1940. Trata-se do carro "40751 VILLERS-COTTERETS" do 1º Regimento de Cuirassiers.

O Hotchkiss H35 tinha 4,22 m (10,1 in) de comprimento, 1,95 m (4,8 in) de largura e 2,13 m (11,9 in) de altura e pesava 10,6-11,4 toneladas. O chassis consistia em seis seções de blindagem fundidas, aparafusadas: o compartimento do motor, o compartimento de combate, a frente do chassis, a parte de trás do chassis e duas seções longitudinais esquerda e direita formando o fundo. O chassis foi impermeabilizado cimentando essas seções com Aslic, um produto à base de alcatrão misturado com cal. A fundição permitiu blindagem inclinada, evitando armadilhas de tiro, para otimizar a chance de deflexão, mas os níveis de proteção não satisfizeram a Infantaria. A espessura máxima da blindagem não foi a especificada de 40 milímetros (1,6 pol) mas 34 milímetros (1,3 pol). Havia problemas de qualidade persistentes, agravados pelo fato de que muitos subcontratados tiveram que ser usados: no início, a blindagem era muito macia; quando a dureza foi aumentada, tornou-se quebradiça e cheia de bolhas e, portanto, pontos fracos.

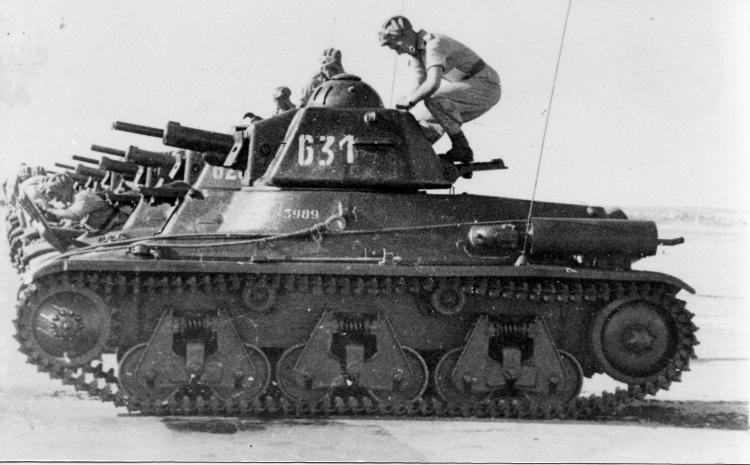
Carros Hotchkiss H35/H39 do 82º Batalhão de Carros de Combate da 8ª Brigada Blindada israelense no aeroporto de Lida durante a Operação Danny, 10 de julho de 1948.

Havia uma tripulação de dois. O motorista sentava-se na frente direita, atrás de uma grande escotilha dupla fundida e ao lado da caixa de câmbio combinada e da unidade de direção. Atrás dele havia uma escotilha de escape redonda no fundo do chassis. Dirigir o veículo era um trabalho muito árduo. O Hotchkiss não tinha o diferencial Cleveland ("Cletrac") de seu concorrente Renault e respondia de forma imprevisível às mudanças de direção. Os freios não conseguiam compensá-lo o suficiente, sendo muito fracos, especialmente em descidas. Não menos problemática foi a caixa de câmbio: era difícil engatar a quinta marcha mais alta e, portanto, a velocidade máxima teórica de 28 quilômetros por hora (17 mph) raramente era alcançada. Havia uma marcha à ré. O inevitável manuseio brusco do tanque pelo motorista resultou em muito desgaste. A confiabilidade mecânica era baixa.

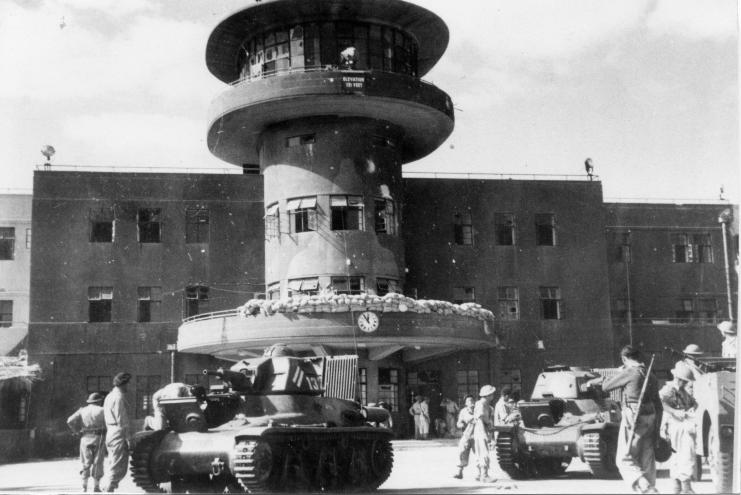
Os Hotchkiss H35/H39 israelenses do 82º Batalhão Blindado em frente ao prédio do aeroporto de Lida, durante a operação Danny, 10 de julho de 1948.

A suspensão consistia em três truques de cada lado - cada um formado por duas manivelas dispostas como "tesouras" com molas no topo. Cada truque carregava duas rodas com aros de borracha. Os primeiros dez veículos de produção, que podem ser considerados como formando uma pré-série separada, tinham lados do truque curvos; em veículos posteriores, os truques tinham lados retos. Os truques se assemelhavam superficialmente ao tipo R35, mas usavam molas helicoidais horizontais em vez de cilindros de borracha. A roda dentada estava na frente, a roldana - a qual era suspensa para controlar automaticamente a tensão - na traseira. Havia dois rolamentos superiores.
A parte traseira do chassis formava uma sala de máquinas, separada do compartimento de combate por uma antepara à prova de fogo. O tanque era alimentado por um motor de 78 cavalos de força de seis cilindros 86x100 3485 cilindradas que estava à esquerda do compartimento do motor. Um tanque de combustível de 160 litros à direita, combinado com um reservatório de reserva de vinte litros, deu um alcance de 129 quilômetros (80 mi) ou oito horas em um terreno variado. O motor era resfriado por uma bomba centrífuga. Além disso, um ventilador de resfriamento puxava o ar através do radiador e também era esperado para resfriar o tanque de combustível. A capacidade de travessia de trincheiras era de 1,8 m (10,9 in), a capacidade de vadear 85cm. Em solo duro, uma inclinação de 75% podia ser escalada, em solo macio era de 55%. A inclinação máxima era de 50%. A distância do solo era de 37 centímetros (15 pol).
A torre APX-R era do mesmo tipo padrão usado nos tanques R35 e R40, feita de 40 milímetros (1,6 pol) de aço fundido e armada com o canhão curto Puteaux SA 18 de 37mm, que tinha uma penetração de blindagem máxima de apenas 23 mm (0.91 in). A travessa da torre era feita com um volante. O comandante estava sentado em uma sela suspensa na torre.
O tanque carregava cerca de 100 tiros para o canhão e 2.400 tiros para metralhadora Reibel coaxial de 7,5mm - a munição 37mm era colocada no lado esquerdo do chassis, com a munição 7,5mm no lado direito em quinze carregadores circulares com 150 cartuchos cada; geralmente com um carregador adicional na própria metralhadora. A torre tinha uma cúpula rotativa com uma viseira PPL RX 180 P, mas não havia escotilha na cúpula, embora seu topo pudesse ser levantado um pouco para melhor ventilação. Além da cúpula havia dispositivos de visão protegidos, um periscópio binocular e diascópios, na frente ao lado do canhão e de cada lado. Para acesso havia uma escotilha na parte de trás da torre. Quando aberto, o comandante podia sentar-se nele para melhor observação, mas isso o deixava muito vulnerável e lento para alcançar o canhão. A alternativa era lutar de perto, observando pelas fendas verticais ou pela viseira da cúpula sem escotilha. A Cavalaria não gostou nem desse arranjo e nem do canhão fraco. O último problema foi diminuído aumentando a culatra para que pudessem ser usadas munições especiais com uma carga maior. Isso aumentou a velocidade inicial para cerca de 600 m/s (2,000 ft/s) e penetração máxima para cerca 30 mm (1.2 in). Apenas um pequeno número de tanques, e limitado à Cavalaria, foi modificado no entanto, porque isso aumentou muito o desgaste do cano. Na primavera de 1940, os diascópios originais do tipo Chrétien foram gradualmente substituídos por episcópios, oferecendo mais proteção.

## OChar léger modèle 1935 H modifié 39

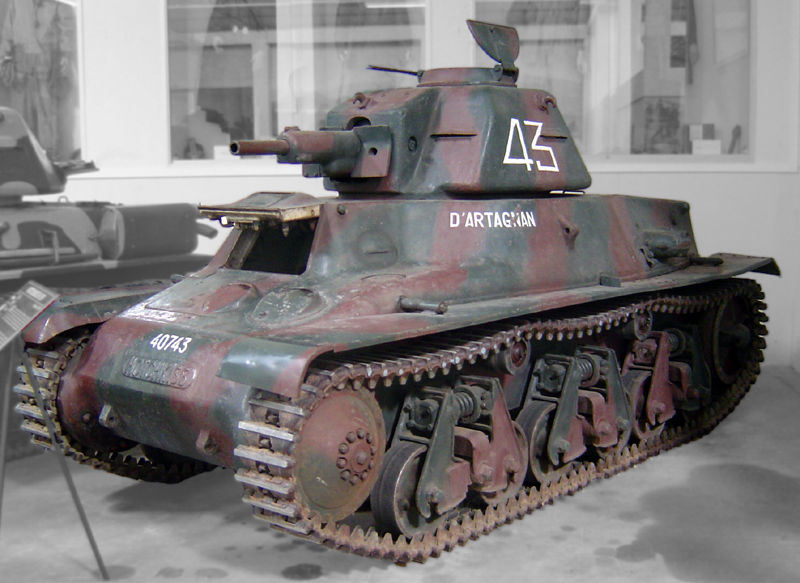
Um H39, chamado "D'Artagnan", no Museu de Blindados de Saumur; este veículo foi modificado pelos alemães, que instalaram uma escotilha de cúpula.

Como a Cavalaria queria uma velocidade máxima ainda maior, decidiu-se realizar experimentos já realizados a partir de outubro de 1936 para instalar um motor mais potente. Um novo protótipo foi construído em 1937, com um motor de 120cv em vez de um de 78cv. O chassis foi ampliado, dando-lhe um compartimento do motor quase nivelado mais alto, para acomodá-lo. A lagarta e os elementos de suspensão foram melhorados, elevando o peso para 12,1 t (11,9 tonelada longas) . Este tipo melhorado era mais rápido, com uma velocidade máxima de 36,5 km/h (22,7 mph), e também se mostrou muito mais fácil de dirigir. Como isso removeu uma das objeções da Infantaria, foi apresentado pela primeira vez à Comissão d'Experimentations de l'Infanterie em 31 de janeiro de 1939 para ver se a decisão negativa original poderia ser alterada. A comissão de fato aceitou o tipo, o Char léger modèle 1935 H modifié 39; e foi decidido em 18 de fevereiro deixá-la suceder a versão original do 401º veículo em diante, o que foi tão bom quanto em 1937, e 1938 um pedido de duzentos veículos havia sido feito e a produção já havia começado, o total de pedidos do tipo melhorado posteriormente sendo expandido para novecentos. O identificador de fábrica, no entanto, era Char léger Hotchkiss modèle 38 série D, sendo seu antecessor a série B. A designação da fábrica causou muita confusão; este ainda era oficialmente o mesmo tanque que o H35, apenas em uma variante posterior; mesmo na época, muitos começaram a se referir a ele como o 38 H ou o 39 H.
O novo subtipo diferia do original por ter uma plataforma de motor mais elevada e angular (em veículos de produção posteriores com fendas de ventilação transversais em vez de longitudinais no lado direito); um intervalo reduzido para 120 quilômetros (75 mi); rodas intermediárias fechadas; lagartas 2 centímetros (0,79 pol) mais largas com 27 centímetros (11 pol); metal em vez de bandas de rodagem de borracha; um novo silenciador de escape direcionado para a parte traseira e ventiladores maiores, mais confiáveis e eficazes.

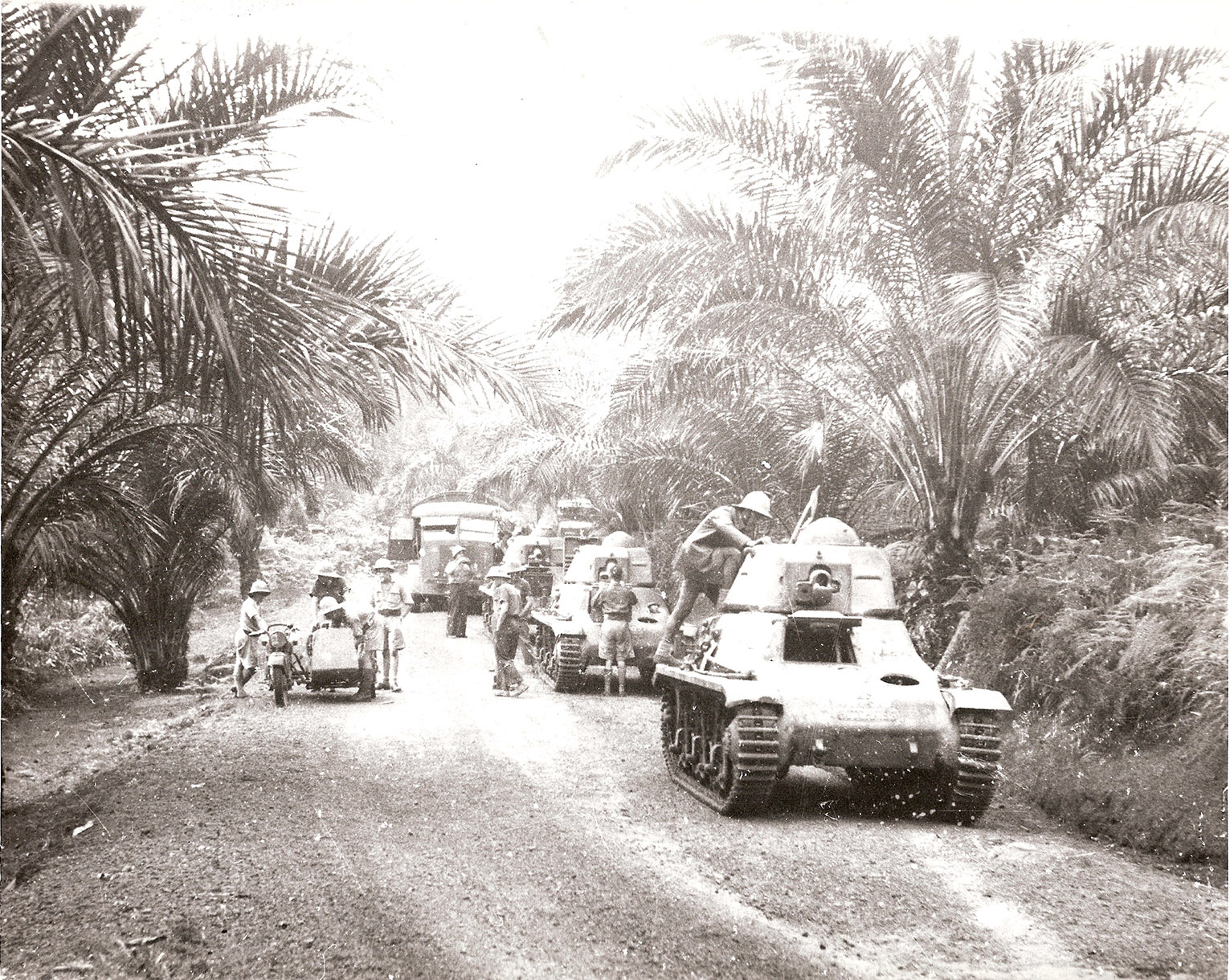
Carros H39 dos franceses livres durante a Batalha do Gabão.

Um programa de modernização foi iniciado no início de 1940. Além da instalação de episcópios, caudas e alguns aparelhos de rádio, isso incluiu a introdução gradual de um canhão L/35 mais longo de 37mm SA38 com uma capacidade anti-tanque muito melhorada, que forneceu 30 milímetros (1,2 pol) de penetração a 1 quilômetro (0,62 mi); cerca de 350 veículos foram (re)construídos com o melhor canhão, entre eles cerca de cinquenta H35. O novo canhão tornou-se padrão nas linhas de produção em abril. Antes disso, o fornecimento a conta gotas de canhões mais longos que se tornavam disponíveis, a partir de janeiro de 1940, foi gradualmente instalado nos tanques dos comandantes de pelotão, companhia e batalhão; cerca de metade dos veículos de comando nas unidades Hotchkiss foram modificados dessa maneira. Havia a intenção de encaixar um canhão mais longo em todos os veículos durante a segunda metade de 1940. Após a guerra, assumiu-se erroneamente por um tempo que H38 era o nome oficial do tanque com o novo motor, mas sem o novo canhão, e que H39 era o nome do tipo que teve as duas grandes melhorias. H38 no entanto, em uso contemporâneo, indicava o mesmo tipo que o H39 e só é possível referir-se a este último com precisão histórica em um sentido informal.
Paralelamente ao desenvolvimento de um R40 foi, por um tempo, considerado criar um H40 adotando a suspensão AMX melhorada do outro veículo; mas esta opção acabou por ser rejeitada.

## Histórico operacional

### França

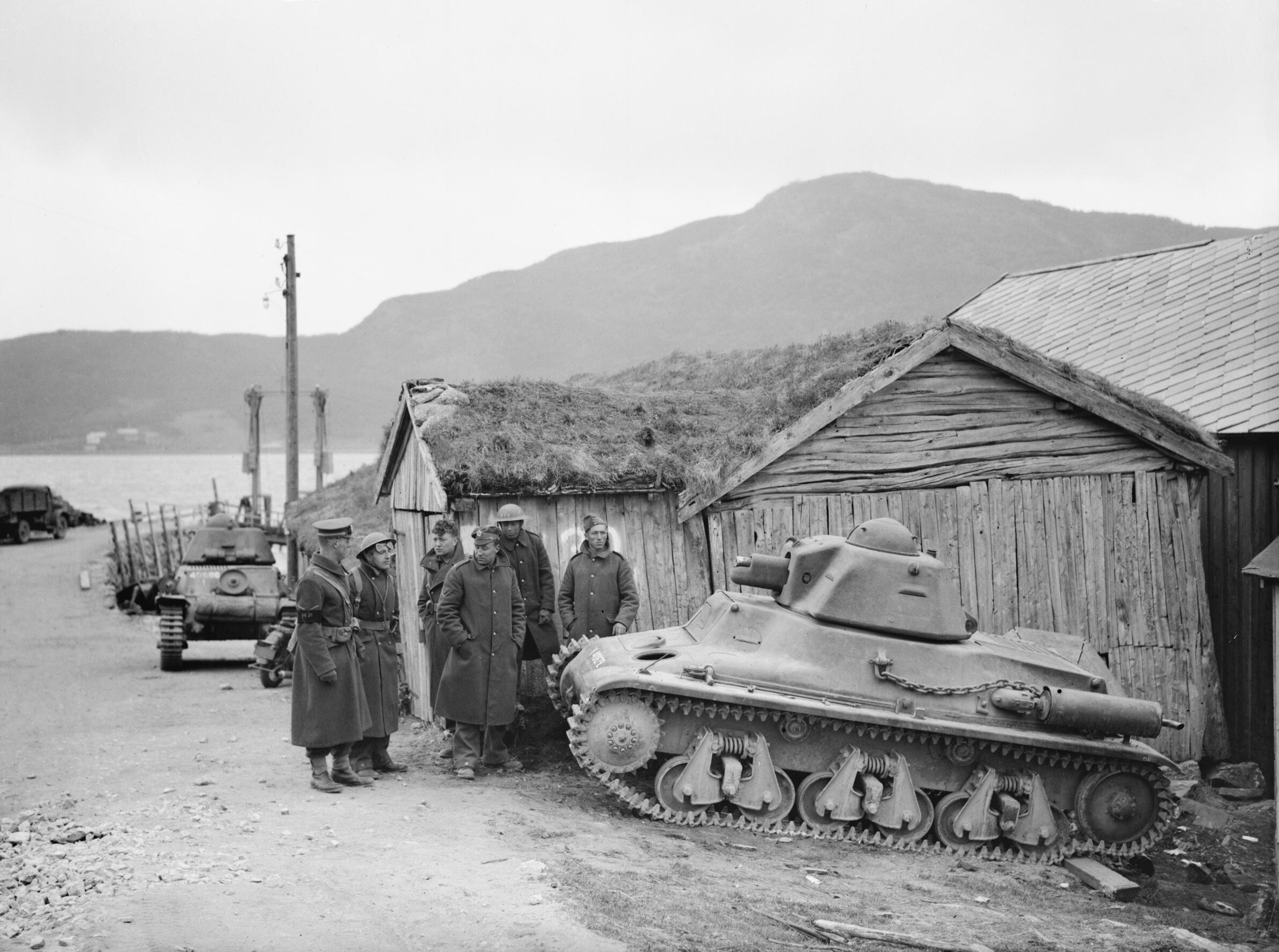
Tropas britânicas, polonesas e francesas ao lado de um dos 5 tanques Hotchkiss H39 da 342e CACC em Steinsland, na Noruega, em 1º de junho de 1940.

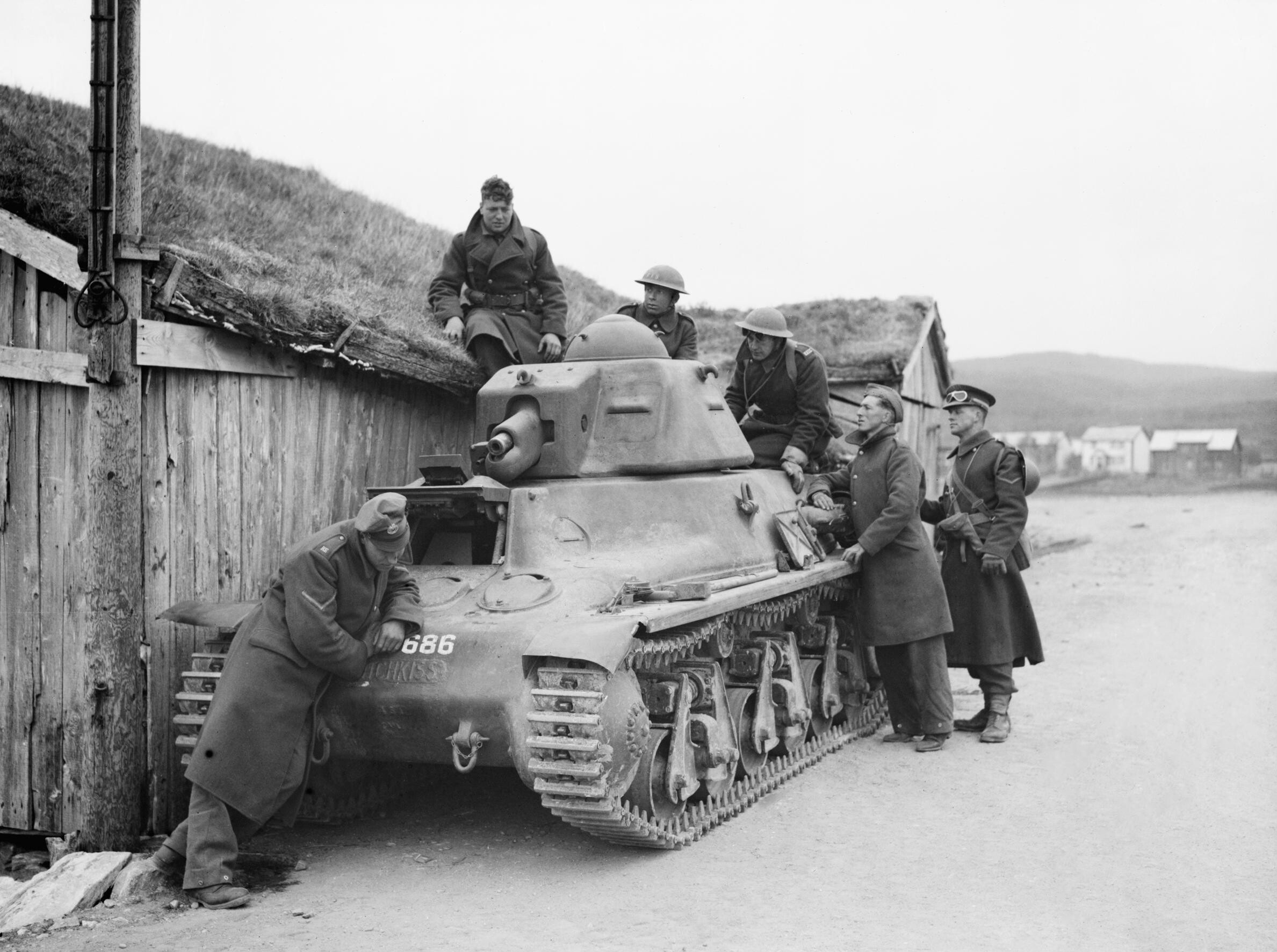
Os mesmos soldados subindo em cima do veículo.

Na Arma da Cavalaria, o principal usuário no início, os tanques Hotchkiss substituíram como tanques de combate principais os veículos leves AMR 33 e AMR 35, que por falta de um tipo melhor foram usados para formar o grosso das duas primeiras divisões blindadas de Cavalaria. Como o novo meio SOMUA S35 foi inicialmente produzido em números muito limitados, até o início de 1939, o Hotchkiss equipou três dos quatro regimentos de tanques divisionais.
Em abril de 1940, a 342e CACC (Compagnie Autonome de Chars de Combat ou "Companhia Autônoma de Carros de Combate") foi enviada para a Noruega após a Operação Weserübung, a invasão alemã daquele país, tendo sido inicialmente destinada a fazer parte de uma força expedicionária para ajudar a Finlândia na Guerra de Inverno. Esta companhia autônoma, equipada com quinze carros H39, todos com canhões curtos, combateu na fase posterior das Batalhas de Narvik, depois de ter desembarcado a 7 de Maio. Após a libertação temporária daquela cidade, os doze veículos restantes foram retirados para a Grã-Bretanha em 8 de junho, onde excepcionalmente se juntaram à França Livre, formando a 1e Compagnie de Chars de Combat de la France Libre. Em 1940 e 1941 esta 1e CCC lutou contra as tropas de Vichy na Batalha do Gabão e mais tarde na Síria.
De acordo com as listas oficiais de aceitação do exército, no início da Segunda Guerra Mundial, 640 tanques Hotchkiss foram entregues. Os inventários divergem ligeiramente: dos 300 H35 alocados à Cavalaria, 232 foram colocados em campanha por dez esquadrões de cavalaria, 44 estavam no depósito, oito em reforma de fábrica e dezesseis no norte da África. Dos cem utilizados pela Infantaria, noventa foram mobilizados pelos dois batalhões de tanques equipados com o tipo, seis em reserva de material e dois utilizados para treino de condução. Dos H39, dezesseis foram usados pela Cavalaria no Norte da África e seis em depósito; 180 foram colocados em campanha por quatro batalhões de tanques de infantaria e quatorze estavam na reserva de material da Infantaria. Decidiu-se concentrar a maior parte da capacidade de produção aliada de tanques leves na fabricação de um único tipo, e o tanque Hotchkiss foi escolhido por ter a mobilidade necessária para ser usado nas muitas divisões blindadas que a Entente planejava levantar para a esperada ofensiva decisiva do verão de 1941. Para este fim, a indústria pesada britânica e portuguesa teve que ajudar na produção das seções de blindagem fundidas. Esperava-se aumentar a produção para 300 por mês em outubro de 1940, e até 500 por mês a partir de março de 1941, as seções de 75 das quais seriam fornecidas pela Grã-Bretanha em troca de uma entrega mensal de nove carros pesados Char B1. Isso pode ser comparado à produção planejada do R40: 120 por mês, refletindo a pouca importância agora atribuída ao apoio de infantaria.

Esses planos foram interrompidos pela Batalha da França. Em maio de 1940 o tipo equipou nas unidades de Cavalaria dois regimentos de tanques (de 47) em cada uma das três Divisões Leves Mecanizadas e serviu como AMR na 9ª e 25ª Divisão de Infantaria Mecanizada (dezesseis veículos para cada), 3º DLM (22 H35 e 47 H39) e em três das cinco Divisões Leves de Cavalaria (dezesseis veículos cada para os 1re, 2e e 3e DLC). Além disso, dezesseis veículos faziam parte do 1er RCA no Marrocos. Na Infantaria equipou os dois batalhões autônomos mencionados acima e dois batalhões (de 45) em cada uma das três Divisões Cuirassées (blindadas), este último com a variante H39. A maioria dos tanques Hotchkiss estavam concentrados em unidades motorizadas maiores, nas divisões blindadas que complementavam o núcleo de tanques mais pesados, embora fossem incompatíveis: os H35 mais lentos lutaram ao lado dos mais rápidos SOMUA S35, enquanto os H39 mais rápidos se juntaram aos lentos Char B1. A grande maioria desses veículos ainda tinha o canhão curto. Várias unidades improvisadas e reconstituídas foram formadas com o tipo após a invasão. Estes incluíram a 4e DCR (quarenta veículos) e 7e DLM (47). A maioria dessas unidades posteriores foi equipada com novos veículos construídos com o canhão longo, mas a 7e DLM também empregou vinte e dois antigos H35 em seus 8e dragons-chars. Em maio, as entregas atingiram o pico de 122; uma imagem recentemente descoberta de um tanque Hotchkiss com o número de série 41.200 indica que em junho foram produzidos pelo menos 121 para um total de pelo menos 1.200 veículos, não incluindo protótipos.

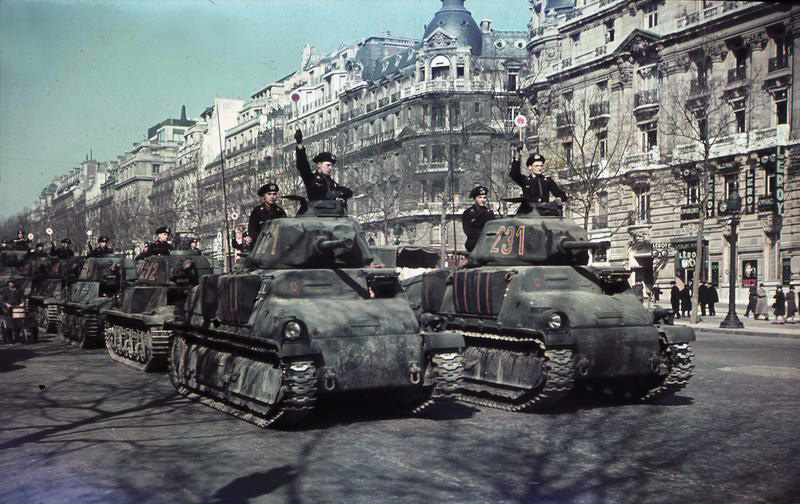
Desfile alemão com blindados SOMUA S35 e Hotchkiss H35/H39 no Champs-Élysées, em Paris, 1941.

### Alemanha

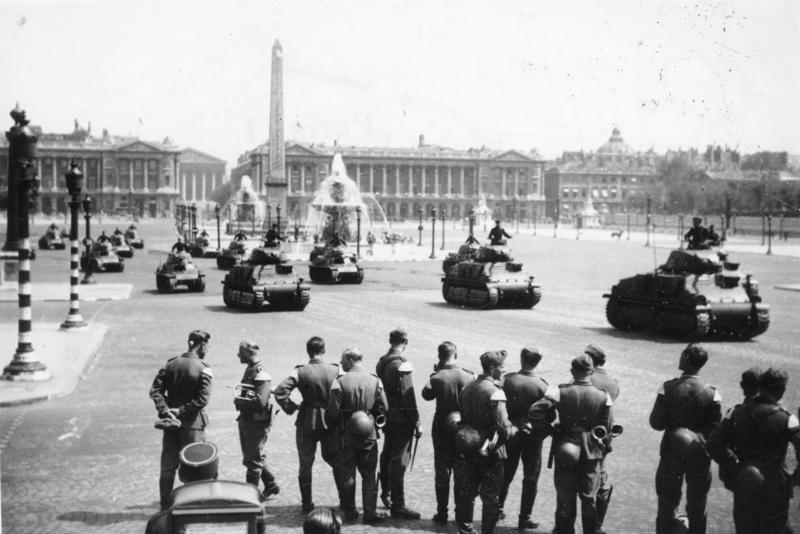
Parada blindada alemã na Place de la Concorde, em Paris, em julho de 1941. A unidade é equipada com os SOMUA S35 e Hotchkiss H35/H39.

Cerca de 550 tanques Hotchkiss foram capturados e usados pelos alemães como Panzerkampfwagen 35H 734(f) ou Panzerkampfwagen 38H 735(f); a maioria na missão de ocupação. Como os franceses, os alemães não faziam distinção clara entre um H38 e um H39; e equiparam muitos com uma cúpula com uma escotilha.

#### Frente Oriental
O Panzer-Abteilung 211 foi desdobrado na Finlândia durante Operação Barbarossa, equipado com tanques Hotchkiss. Em 1944, três de seus veículos foram convertidos para canhões autopropulsados de 7,5cm. 
Veículos adicionais foram enviados para a Finlândia como parte dos independentes Panzerkampfwagenzüge (pelotões de tanques) 217, 218 e 219, que foram anexados ao 20º Exército de Montanha em fevereiro de 1942. Os pelotões eram os mesmos do Panzerabteilung 211, consistindo de um SOMUA S35 e quatro tanques Hotchkiss. Eles foram posteriormente dissolvidos, com os tanques sendo dispersos para uso como fortificações e as tripulações usadas para formar duas baterias de Stug III G (741 e 742).

#### Balcãs
Os H35/39 alemães também entraram em ação na Iugoslávia com o 7. SS-Freiwilligen-Gebirgs-Division "Prinz Eugen", 12. Panzer-Kompanie zb V. e I./Panzer-Regiment 202. Tanques usados na França para várias unidades de treinamento e segurança também foram pegos nos combates na Normandia, como o Panzer Abteilung 206, Panzer –Ersatz und Ausb. Abt. 100, e 200. Beute-Sturmgeschütz-Abteilung.

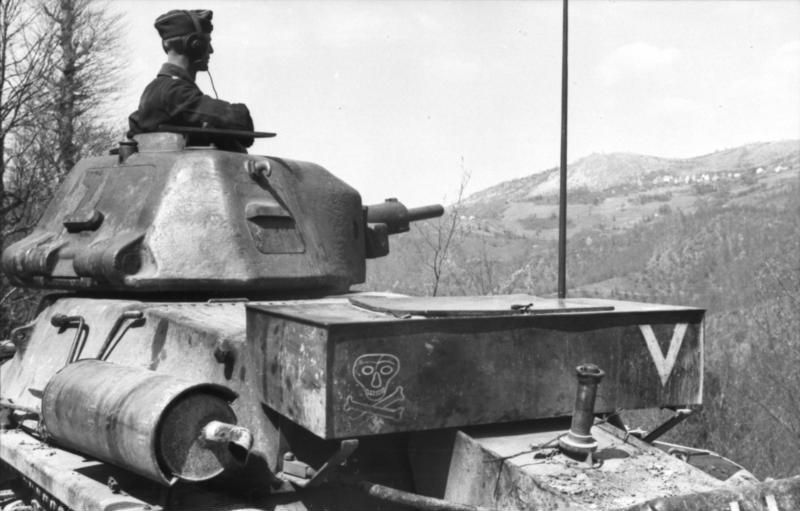
Hotchkiss H35/H39 da 7. SS-Freiwilligen-Gebirgs-Division "Prinz Eugen" nos Balcãs.
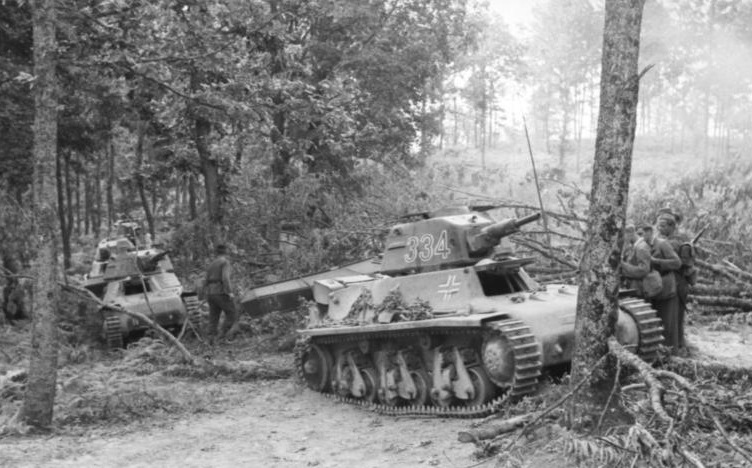
Um par de Panzerkampfwagen 38H 735(f) usado pelos alemães na Iugoslávia, 1941.
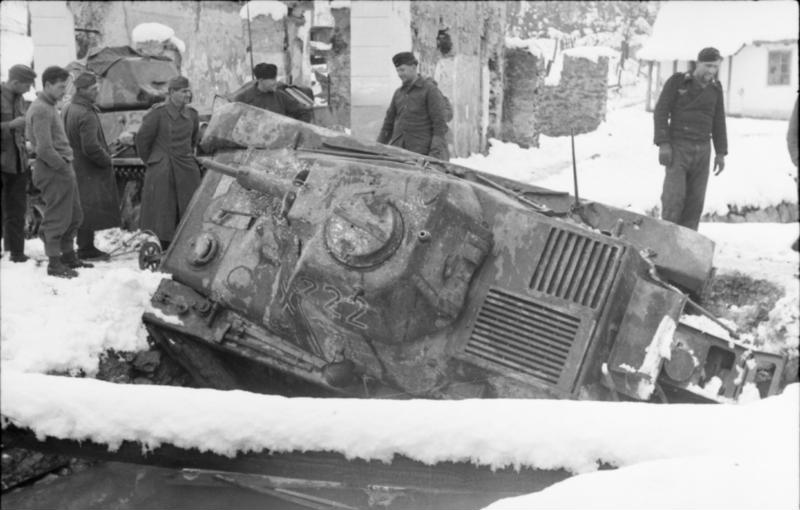
Um Panzerkampfwagen 38H 735(f) tombado na Iugoslávia, 1942.
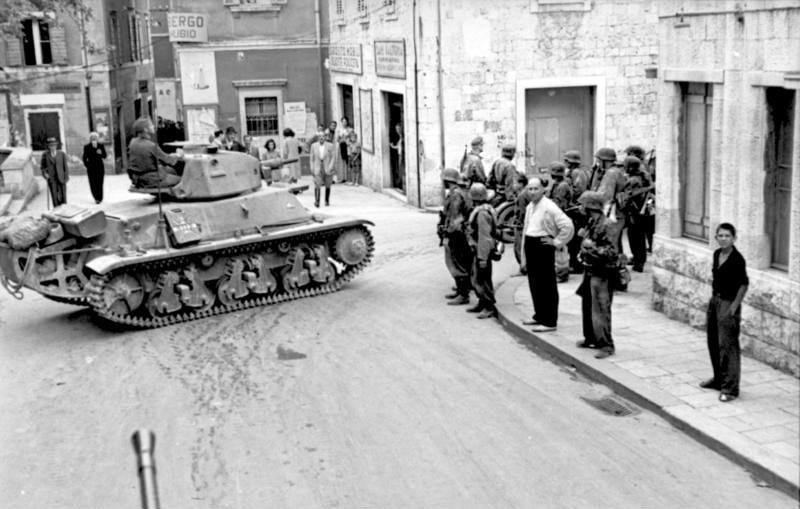
Um Hotchkiss identificado como H38 usado pelos alemães em Split, naCroácia, 1943.

#### Frente Ocidental

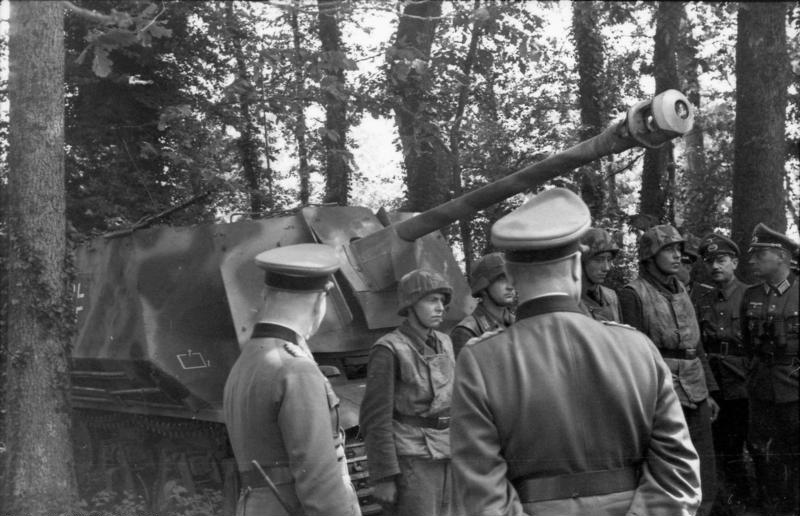
O Marechal Rommel em 1944 inspecionando um 7,5 cm PaK40(Sf) auf Geschützwagen 39H(f) usado pela 21ª Divisão Panzer.

Em 1942 foi lançado um projeto para fazer uso de equipamentos franceses como plataformas de transporte para canhões mais pesados, dirigido pelo Major Alfred Becker, um oficial de artilharia que era engenheiro mecânico de profissão. Ele tinha experiência em fazer conversões semelhantes com veículos belgas e britânicos capturados. Sua unidade em Paris converteu 24 tanques Hotchkiss em 1942 no Marder I Panzerjäger (artilharia antitanque autopropulsada), o 7,5cm PaK40(Sf) auf Geschützwagen 39H(f), e 48 em artilharia autopropulsada com o 10,5 cm leFH 18 como o 10,5 cm leFH18(Sf) auf Geschützwagen 39H(f), tudo para ser usado por unidades na França. Alguns veículos foram modificados em transportadores de munição ou tratores de artilharia (Artillerieschlepper 38H(f)) ou lançadores de foguetes (Panzerkampfwagen 35H(f) mit 28/32 cm Wurfrahmen). Um veículo especial de observação de artilharia criado foi o Panzerbeobachtungswagen 38H (f). Em junho de 1943, 361 tanques Hotchkiss ainda estavam listados nos inventários do Exército alemão como canhões de tanques 37mm; esse número havia diminuído para sessenta em dezembro de 1944. 

### Outros países

#### Polônia
Três tanques Hotchkiss H39 foram exportados pela França para a Polônia em julho de 1939 para testes pelo Escritório Polonês de Estudos Técnicos de Armas Blindadas (polonês : Biuro Badań Technicznych Broni Pancernych) com vistas a uma compra maior. Durante a invasão alemã da Polônia em 1939, os tanques Hotchkiss, juntamente com três tanques Renault R 35, foram organizados em uma unidade ad hoc "meia companhia" sob o Tenente J. Jakubowicz, formada em 14 de setembro de 1939 em Kiwerce, na Polônia. A unidade se juntou à força-tarefa "Dubno" e perdeu todos os seus tanques durante as marchas e combates contra os exércitos alemães e soviéticos, em grande parte devido à escassez de combustível.

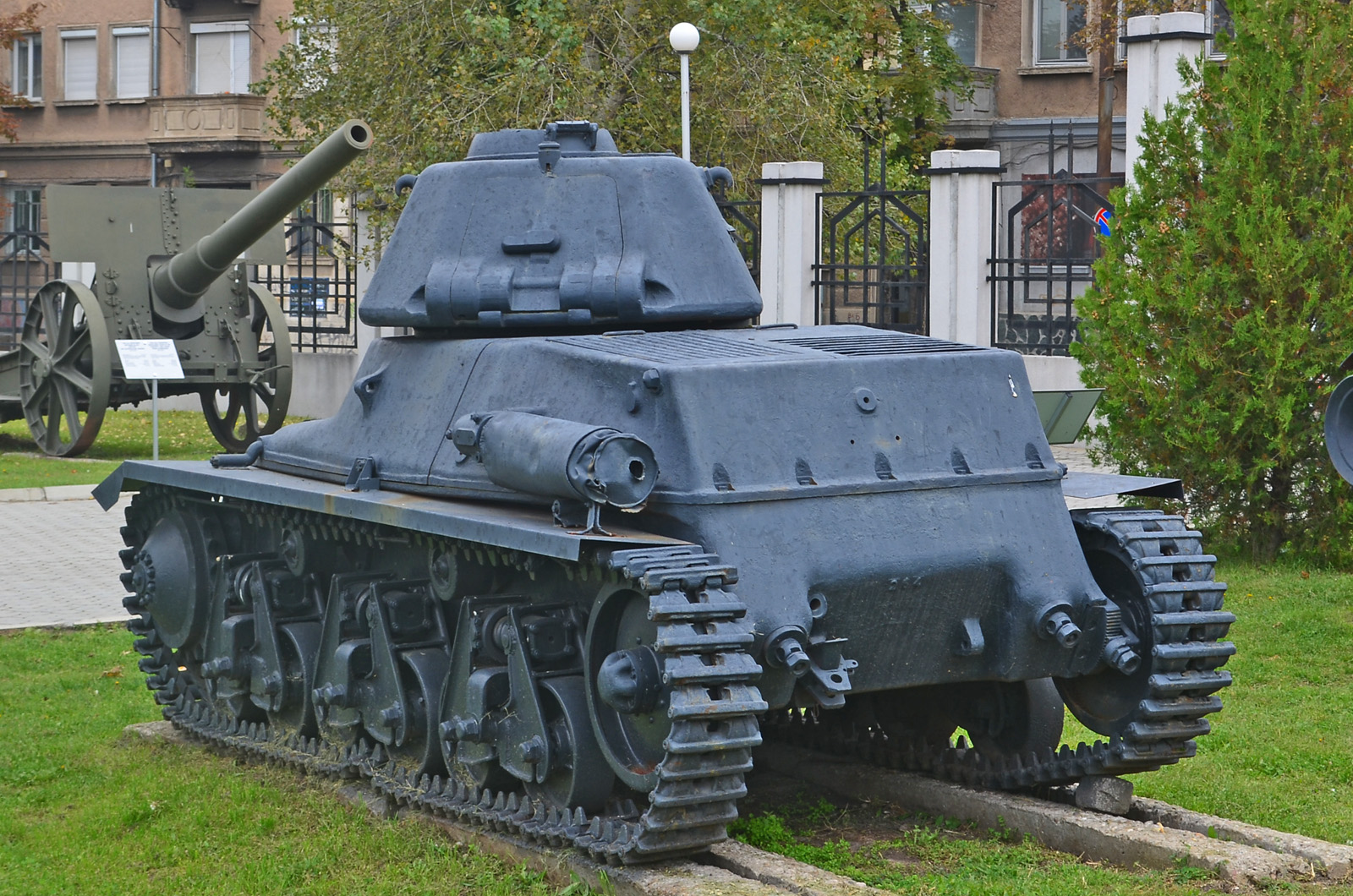
Visão traseira de um Hotchkiss H39 no Museu Militar de Sófia, na Bulgária.

#### Turquia
Dois veículos foram exportados pela França para a Turquia em fevereiro de 1940.

#### Bulgária
Em 1943, os alemães, contra objeções, entregaram dezenove H39 à Bulgária para fins de treinamento, quando provou ser impossível encontrar 25 tanques leves Panzer I não-modificados, do tipo que os búlgaros realmente desejavam. Após a guerra, esses veículos foram usados por unidades policiais; um desses veículos é preservado no Museu Militar na capital Sófia.

#### Croácia
Em 1942, os alemães entregaram um pequeno número à Croácia.

#### Hungria
Em outubro de 1942, o Exército Húngaro recebeu quinze tanques Hotchkiss H39, que formaram a maior parte da 101ª Companhia Independente de Tanques, que foi usada na missão anti-partisan. A unidade operou na Ucrânia, Bielorrússia e Polônia e foi finalmente dissolvida depois de perder 30% de seus tanques por ação inimiga e ter que destruir o restante por falta de combustível e peças de reposição. A unidade retornou à Hungria vindo de Varsóvia em setembro-outubro de 1944.

#### França de Vichy
No norte da África, 27 veículos (treze H35 e quatorze H39) estavam oficialmente servindo no 1e Régiment de Chasseurs d'Afrique e foram autorizados a permanecer lá sob as condições do armistício; outros cinco estavam escondidos no Marrocos. Eles lutaram contra os Aliados durante os estágios iniciais da Operação Tocha, a invasão aliada do norte da África francesa, perto de Casablanca em novembro de 1942, destruindo quatro tanques leves M3 Stuart. O regimento posteriormente se juntou aos Aliados e foi reequipado com tanques médios M4 Sherman no verão de 1943.

### Pós-guerra
Após a guerra, alguns tanques Hotchkiss foram usados pelas forças de segurança francesas nas colônias, como na Indochina Francesa, e pelas forças de ocupação na Alemanha. Dez H39 foram vendidos clandestinamente para Israel – eles foram enviados de Marselha para Haifa em 1948. Pelo menos um permaneceu em serviço com as Forças de Defesa de Israel até 1952.

## Veículos sobreviventes

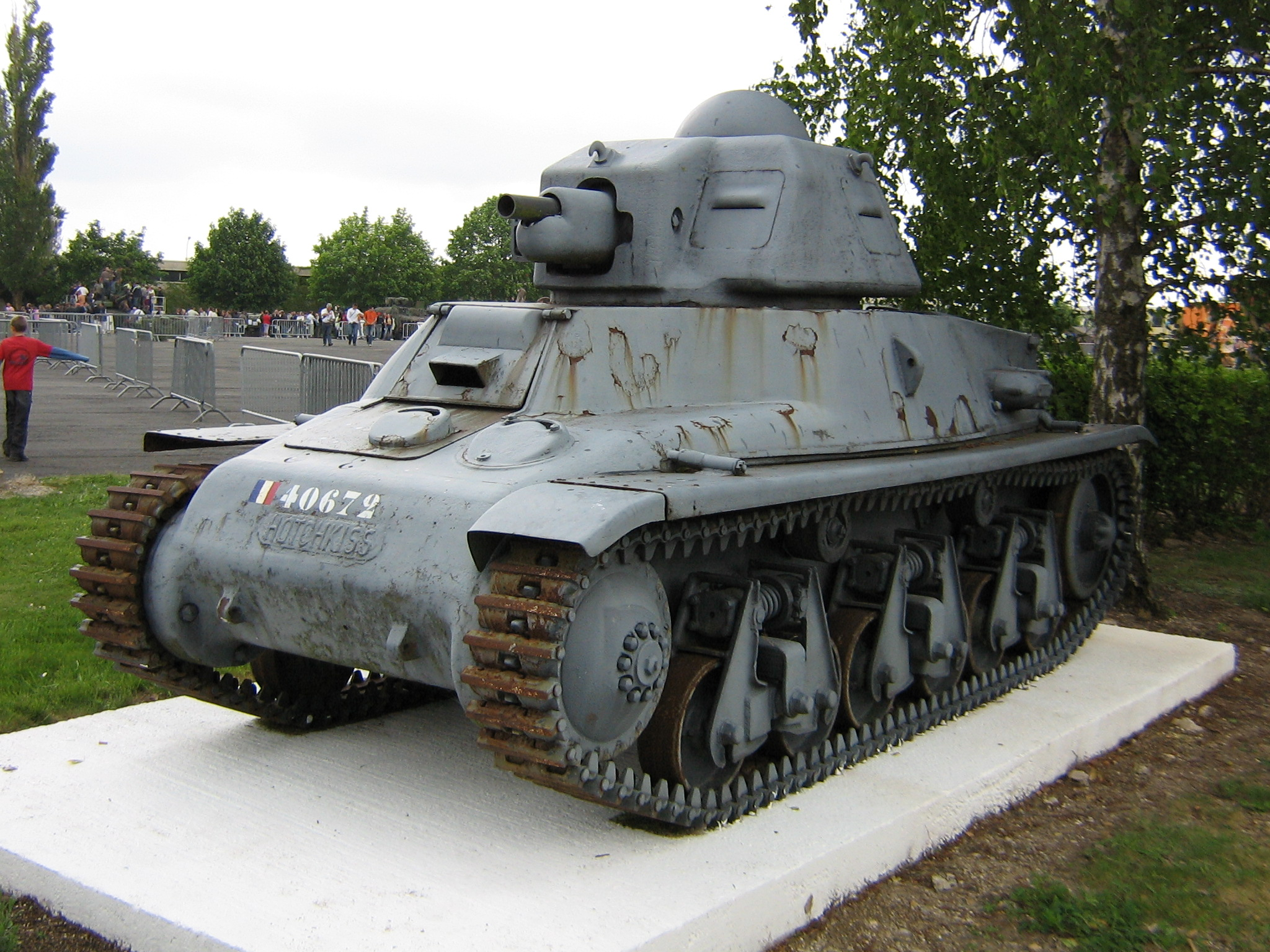
Hotchkiss H39 usando uma torre Renault R-35, em exibição no campo militar de Mourmelon-le-Grand, na França.

Um Hotchkiss H35 e nove Hotchkiss H35 modifié 39 sobreviveram até hoje, todos os modifié 39 foram modificados pelos alemães durante a Segunda Guerra Mundial.
O único Hotchkiss H35 não-modificado sobrevivente foi descoberto em dezembro de 2008, a 200 metros da costa, na praia de Sainte-Cécile, Camiers, Pas-de-Calais, no norte da França. É um chassis sem torre, provavelmente um remanescente da luta de Dunkerque em maio-junho de 1940. O tanque foi dragado no final de 2008 na maré baixa. O Museu de Blindados em Saumur planeja recuperar este tanque para exibição no museu, mas sua recuperação se mostrou muito difícil e cara.
Um tanque Hotchkiss H35 modifié 39 está em exibição no Museu da Guerra de Narvik, na cidade norueguesa de Narvik, como um memorial da Batalha de Narvik em 1940. Um segundo veículo na Noruega faz parte da coleção do Panserparken no acampamento Rena leir. Na Inglaterra, a coleção privada The Wheatcroft comprou um veículo do Arquebus Krigshistoriske Museum norueguês em Rogaland. Na própria França, o Musée des Blindés em Saumur tem um veículo em condições de funcionamento; na base do 501/503e RCC em Mourmelon-le-Grand, um Hotchkiss serve como um monumento restaurado com uma torre Renault R35, equipada com um canhão falso. Outro tanque é exibido em Užice, na Sérvia. O Museu Nacional de História Militar da Bulgária exibe um dos veículos usados pelas forças policiais búlgaras. Em Latrun, o Museu Yad la-Shiryon mostra um dos tanques usados pelas IDF. Na Rússia, o Museu de Blindados de Kubinka tem um tanque Hotchkiss que foi capturado do 211. Panzerabteilung no verão de 1944.